# Purcell-Effekt
Der Purcell-Effekt, benannt nach Edward Mills Purcell, besagt, dass die Wahrscheinlichkeit spontaner Emission dadurch erhöht oder reduziert werden kann, dass die Quelle in einen Resonator gesetzt wird. Dies ist ein Resultat der Veränderung der elektromagnetischen Modendichte, die nach Fermis goldener Regel mit in die spontane Emissionsrate einfließt. Die Emissionsrate wächst, für den Fall, dass eine Mode (für den folgenden Fall die Null-Mode) des Resonators resonant mit dem Emitter ist und dieser genau in der Mitte des Resonators platziert ist, um den Purcell-Faktor
{\displaystyle F_{\text{P}}={\frac {3}{4\pi ^{2}}}{\frac {Q}{V}}\ \left({\frac {\lambda }{n}}\right)^{3}}, ⁣
Wobei {\displaystyle \lambda } die Wellenlänge der emittierten Strahlung, sowie {\displaystyle Q} die Güte, {\displaystyle V} das Modenvolumen des Resonators und {\displaystyle n} der Brechungsindex im jeweiligen Medium sind.
Der Purcell-Faktor lässt sich auch als Quotient der Emissionsraten innerhalb {\displaystyle W^{\text{Res}}} und außerhalb {\displaystyle W^{\text{frei}}} des Resonators ausdrücken:
{\displaystyle F_{\text{P}}={\frac {W^{\text{Res}}}{W^{\text{frei}}}}}
Der Purcell-Effekt beschreibt die Änderung der Emissionsrate eines Emitters im Bereich schwacher Kopplung zwischen Licht und Materie. Ist die Güte des Resonators groß genug, so kann eine Reabsorption der emittierten Photonen stattfinden. Wird die Wahrscheinlichkeit der Reabsorption größer als die Wahrscheinlichkeit, dass ein Photon den Resonator verlässt, wird das Regime der starken Kopplung erreicht.
Der Purcell-Effekt wird insbesondere bei der Konstruktion von Einzelphotonenquellen ausgenutzt.